# Bogia
Bogia is een geslacht van weekdieren uit de klasse van de Gastropoda (slakken).

## Soort
- Bogia labronica (Bogi, 1984)